# William A. Trimble
William Allen Trimble, född 4 april 1786 i Virginia (nuvarande Kentucky), död 13 december 1821 i Washington, D.C., var en amerikansk politiker (demokrat-republikan). Han representerade delstaten Ohio i USA:s senat från 1819 fram till sin död.
Trimble studerade juridik och inledde 1811 sin karriär som advokat i Ohio. Han var sedan verksam som militär och deltog i indiankrig. Han befordrades 1814 till överstelöjtnant. Han efterträdde 1819 Jeremiah Morrow som senator för Ohio. Han avled två år senare i ämbetet och efterträddes av Ethan Allen Brown.